# Cascata da Levada Nova da Ponta do Sol
A Cascata da Levada Nova da Ponta do Sol é uma queda de água (cascata) localizada no sítio da Horta Lombada, Ponta do Sol, ilha da Madeira, arquipélago da Madeira, em Portugal.
Caracteriza-se por se localizar numa zona de natureza pura onde a influência do homem ainda pouco se fez sentir, esta cascata dá origem à ribeira do mesmo nome e está incluída num percurso pedestre que se prolonga pela zona da Levada Nova e permite uma observação da flora endémica da ilha da Madeira típica da Macaronésia.
Parte das águas desta cascata dão origem a uma lagoa.